# A horvátországi háború kronológiája
A horvátországi háború 1991 és 1995 között zajlott a Horvátország kormányához hű horvát fegyveres erők, valamint a jugoszláviai szerb vezetés által ellenőrzött Jugoszláv Néphadsereg (JNA) és a horvátországi szerbek katonai erői között azután, hogy Horvátország kikiáltotta függetlenségét a Jugoszláv Szocialista Szövetségi Köztársaságtól. A JNA 1992-re befejezte hadműveleteit.

## 1989
- 1989. július 9.
  - A Antibürokratikus forradalom, a szerbek politikai gyűlései a Horvát Szocialista Köztársaságban, melyeket a Nagy-Szerbia retorika jellemez

## 1990
- 1990. július 25.
  - Az újonnan megválasztott Horvát parlament módosítja a Horvát Szocialista Köztársaság alkotmányát, módosítja a nevét, szimbólumait és az ország felső vezetése elindul az ország függetlenségének útján.
- 1990. augusztus 17.
  - Rönkforradalom[1][2]
- 1990. október
  - A Knini Krajinai Szerb Autonóm terület kikiáltja az autonómiát.
- 1990. december 21.
  - A Krajinai Szerb Autonóm Terület (SAO Krajina) kikiáltja az autonómiát.
- 1990. december 22.
  - A karácsonyi alkotmány elfogadása.

## 1991
- 1991. március 1–3.
  - Pakráci incidens[3][4]
- 1991. március 31.
  - Plitvicei-tavaki incidens[5]
- 1991. március–április
  - A SAO Krajina kinyilvánítja a Horvátországtól való különválást, és egyesülésre törekszik Szerbiával.[6]
- 1991. április 29
  - Megkezdődik Kijevo ostroma.
- 1991. május 2
  - Borói csata [7][8]
  - Zárai kristályéjszaka.
- 1991. május 6
  - Tüntetés a Jugoszláv Néphadsereg ellen Splitben.
- 1991. június 25
  - Szlovénia és Horvátország kikiáltja függetlenségét.[9][10]
- 1991. július 3.
  - A JNA kiűzi a horvát erőket Baranyából, valamint az Eszék városától északra és keletre fekvő területekről.[11]
- 1991. július 7.
  - Horvátország függetlenségét három hónapra felfüggesztik. (brioni megállapodás)
- 1991. július 26–27.
  - Fullánk hadművelet
- 1991. július 31.
  - Megkezdődik Eszék tüzérségi bombázása
- 1991. augusztus 1.
  - Dályai mészárlás [12]
- 1991. augusztus 17.
  - Kijevo ismét ostrom alá kerül.
- 1991. augusztus 19.
  - Légitámadás Zágráb ellen.
- 1991. augusztus 25.
  - Megkezdődik a vukovári csata.[13][14]
- 1991. augusztus 29. és szeptember 22. között
  - Gospići csata
- 1991. szeptember 3–4.
  - Kusonjei csata
- 1991. szeptember 14.
  - A laktanyacsata kezdete
- 1991. szeptember 16–22.
  - Šibeniki csata
- 1991. szeptember 16. és október 5. között
  - Zárai csata
- 1991. szeptember 22.
  - A varasdi JNA laktanya elfoglalása
- 1991. szeptember 29.
  - A belovári JNA laktanya elfoglalása
- 1991. október 1.
  - Dubrovnik ostroma[15]
- 1991. október 4.
  - Dályai mészárlás [16]
  - A zágrábi tévétorony elleni támadás.[17]
- 1991. október 5.
  - Horvátország megkezdi általános mozgósítást[18]
- 1991. október 7.
  - Banski Dvori bombázása. [19]
- 1991. október 10.
  - Hosszúlovászi mészárlás[20][21]
- 1991. október 10–13.
  - Široka Kula-i mészárlás[22]
- 1991. október 16–18.
  - Gospići mészárlás[23]
- 1991. október 20.
  - Baćini mészárlás[12]
- 1991. október 28.
  - Mészárlás a Saborsko melletti Lipovačában.[24]
- 1991. október 29 – 1992. január 3.
  - Hurrikán–91 hadművelet
- 1991. október 31. – 1991. november 4.
  - Otkos–10 hadművelet[25]
- 1991. november 7.
  - Mészárlás a Saborsko melletti Vukovićiban.[24]
- 1991. november 10–12.
  - Bastajski Brđani csata[26]
- 1991. november 10.
  - Erdődi gyilkosságsorozat kezdete.
  - Pólai repülőtéri incidens[27]
- 1991. november 12.
  - Mészárlás Saborskóban.[24]
- 1991. november 14.
  - Dalmáciai csatornacsata[28]
- 1991. november 18.
  - A Vukovári csata véget ér, vukovári mészárlás. [29][30]
- 1991. november 18.
  - Škabrnjai mészárlás.[31]
- 1991. november 20.
  - A JNA alakulatai megkezdik az Eszék elleni támadó hadműveletet.[32]
- 1991. november 23.
  - Vance-terv – aláírják a genfi megállapodást
- 1991. november 28-tól december 26-ig
  - Papuk–91 hadművelet
- 1991. december 7.
  - A Zec család meggyilkolása [33]
- 1991. december 11–13.
  - Forgószél hadművelet
- 1991. december 13.
  - Atyinai mészárlás.[12][34]
- 1991. december 16.
  - Joševicai mészárlás[35]
- 1991. december 17–18.
  - Đavolja greda hadművelet
- 1991. december 21.
  - Bruškai mészárlás[24]
- 1991. december 21.
  - Vrsari repülőtéri bombázás [36]

## 1992
- 1992. január 7.
  - Az Európai Közösség Megfigyelő Missziójának helikoptertragédiája.
- 1992. január 15.
  - 24 ország, köztük az Európai Közösség 12 tagja ismeri el hivatalosan Horvátországot független államként.
- 1992. április 3.
  - Baranya hadművelet
- 1992. május 30.
  - Az ENSZ szankciókat vezet be Jugoszlávia ellen [37]
- Május 17–22.
  - Jaguár hadművelet [38][39]
- 1992. június 7. – 1992. június 26.
  - Sakál hadművelet (Júniusi hajnalok hadműveletként is ismert)
- 1992. június 21–23.
  - Miljevci-fennsíki csata[40]
- 1991. július 1. – 1992. július 13.
  - Tigris hadművelet
- 1992. július 23. – 1992. augusztus 8
  - Felszabadított föld hadművelet
- 1992. szeptember 22.
  - Jugoszlávia ENSZ-kiutasítása.[41]
- 1992. október 20–23.
  - Konavlei csata
- 1991. október 22. – 1992. november 1
  - Vlaštica hadművelet

## 1993
- 1993. január 22
  - Maslenica hadművelet[42]
- 1993. február 18
  - Daruvári megállapodás[43]
- 1993. szeptember 9–17.
  - Medaki zseb hadművelet[42]

## 1994
- 1994. március
  - Washingtoni megállapodás
- 1994. november 1–3.
  - Cincar hadművelet
- 1994. november 29-től december 24-ig
  - Tél ’94 hadművelet

## 1995
- 1995. január
  - Z–4 terv létrehozása.[44]

- 1995. április 7.
  - Ugrás–1 hadművelet
- 1995. május 1–3.
  - Villám hadművelet[45]
- 1995. május 2–3.
  - Zágrábi rakétatámadás[46][47]
- 1995. június 4–10.
  - Ugrás–2 hadművelet
- 1995. augusztus 4–7.
  - Vihar hadművelet[48]
- 1995. november 12.
  - Erdődi megállapodás[49]aláírása.
- 1995. november és december
  - A daytoni megállapodás aláírása.

## Fordítás
Ez a szócikk részben vagy egészben  a   Timeline of the Croatian War of Independence című angol Wikipédia-szócikk ezen változatának fordításán alapul.  Az eredeti cikk szerkesztőit annak laptörténete sorolja fel. Ez a jelzés csupán a megfogalmazás eredetét és a szerzői jogokat jelzi, nem szolgál a cikkben szereplő információk forrásmegjelöléseként.